# Peirates
Peirates is een geslacht van wantsen uit de familie van de Reduviidae (Roofwantsen). Het geslacht werd voor het eerst wetenschappelijk beschreven door Jean Guillaume Audinet-Serville in 1831.

## Soorten
Het genus bevat de volgende soorten:

- Peirates alutaceus (Reuter, 1881)
- Peirates arcuatus (Stål, 1871)
- Peirates argenteopilosus Schouteden, 1931
- Peirates atromaculatus (Stål, 1870)
- Peirates aurigans (Distant, 1902)
- Peirates balteatus (Germar, 1837)
- Peirates barbarus Miller, 1940
- Peirates basuto Miller, 1956
- Peirates bicolor Distant, 1903
- Peirates bicoloripes Breddin, 1901
- Peirates buruanus Miller, 1954
- Peirates castaneipennis Reuter, 1887
- Peirates cinctiventris Horváth, 1879
- Peirates collarti Schouteden, 1931
- Peirates concinnus Walker, 1873
- Peirates confusus Schouteden, 1931
- Peirates consobrinus Miller, 1948
- Peirates crassifemur (Reuter, 1881)
- Peirates crudelis Coscarón, 1997
- Peirates cyaneonitens Breddin, 1900
- Peirates dimidiatus Walker, 1873
- Peirates diola (Villiers, 1963)
- Peirates ephippiger (White, 1843)
- Peirates erebus Distant, 1903
- Peirates erythromelas (Walker, 1873)
- Peirates excelsus Miller, 1948
- Peirates flavipes (Walker, 1873)
- Peirates formicarius (Walker, 1873)
- Peirates frater Reuter, 1881
- Peirates fuliginosus (Erichson, 1842)
- Peirates fulvescens Lindberg, 1938
- Peirates helluo (Stål, 1866)
- Peirates hybridus (Scopoli, 1763)
- Peirates immaculatus Miller, 1954
- Peirates lepturoides (Wolff, 1804)
- Peirates limbatus (Reuter, 1881)
- Peirates lurco (Stål, 1866)
- Peirates macilentus Miller, 1950
- Peirates marginiventris Distant, 1902
- Peirates maurus Stål, 1855
- Peirates mimulus Miller, 1948
- Peirates monodi Villiers, 1948
- Peirates montivagus Distant, 1911
- Peirates mundulus Stål, 1874
- Peirates musculus Miller, 1948
- Peirates nanus Miller, 1954
- Peirates niger Wollenstein, 1858
- Peirates nigerrimus Coscarón, 1997
- Peirates nitidicollis Reuter, 1881
- Peirates ochripennis Jeannel, 1916
- Peirates oeningensis Heer, 1853
- Peirates pallens Miller, 1940
- Peirates parvulus (Signoret, 1881)
- Peirates patricius Miller, 1948
- Peirates perinetensis (Villiers, 1960)
- Peirates picturatus Miller, 1948
- Peirates punctorius (Stål, 1866)
- Peirates punctum (Fabricius, 1794)
- Peirates quadrinotatus (Fabricius, 1796)
- Peirates semifasciatus (Walker, 1873)
- Peirates sepulchralis Distant, 1902
- Peirates setosus (Stål, 1874)
- Peirates sin Linnavuori, 1984
- Peirates singularis Distant, 1874
- Peirates sinicus Walker, 1873
- Peirates sordidus Miller, 1948
- Peirates sparsus Miller, 1948
- Peirates stallii Wallengren, 1875
- Peirates strepitans Rambur, 1839
- Peirates stridulus (Fabricius, 1787)
- Peirates tellini Schouteden, 1906
- Peirates turpis Walker, 1873
- Peirates unipunctatus Livingstone & Murugan, 1989
- Peirates vittatus Reuter, 1881
- Pirates ambiguus Mulsant & Rey, 1873
- Pirates amieti Villiers, 1963
- Pirates monodi Villiers, 1948
- Pirates nigrigenu Fallou, 1891
- Pirates ochripennis Jeannel, 1917
- Pirates oeningensis (Heer, 1853)
- Pirates perinetensis Villiers, 1960
- Pirates rufescens Villiers, 1948
- Pirates unicolor Herrich-Schäffer, 1836